# Mytale
Mytale est un roman de science-fiction, écrit en 1991 par Ayerdhal.

## Résumé
Mytale est une planète saturée de substances mutagènes entraînant des mutations à un rythme effréné. Après une tentative de colonisation, l'empire abandonne la planète, laissant dernière lui la première vague de colons. 2000 ans plus tard, l'empire a été abattu, remplacé par la Fédération Homéocratique. La nouvelle république tente de renouer le contact et envoie une expédition. À l'arrivée le vaisseau s'écrase, ses occupants sont massacrés par des monstres, descendant des humains originels après des siècles de mutation.
Seule rescapée, Audham En-Tha va tenter de survivre dans un monde où la monstruosité est la règle et la « normalité » un motif d'exclusion. Prise dans l'engrenage politique des diverses factions qui se disputent le pouvoir, elle va tout entreprendre pour rentrer chez elle.
Comme tous les livres d'Ayerdhal, Mytale est un roman engagé et politique, au-delà des aventures épiques et musclées d'Audham. Il entraîne le lecteur au cœur d'une société de castes sur laquelle une aristocratie issue de l'élite génétique règne en maître. Derrière le thème des mutants se cache celui de l'eugénisme, que l'auteur aborde en évitant de tomber dans les habituels clichés. Enfin, Mytale reste avant tout l'histoire d'une lutte sociale, conduisant le lecteur à réfléchir sur les revendications libertaires et les idéaux anarchistes des personnages autour desquels s'articule l'histoire.

## Éditions
Première édition en 1991 chez Fleuve Noir, collection Anticipation, en 3 tomes :
1. Promesse d'ille -  (ISBN 2-265-04469-5)
2. Honneur de chasse -  (ISBN 2-265-04497-0)
3. Le choix du ksin -  (ISBN 2-265-04550-0)

En 2010 Au Diable Vauvert :
1. Mytale  (ISBN 978-2846262125)